# Georges Valois

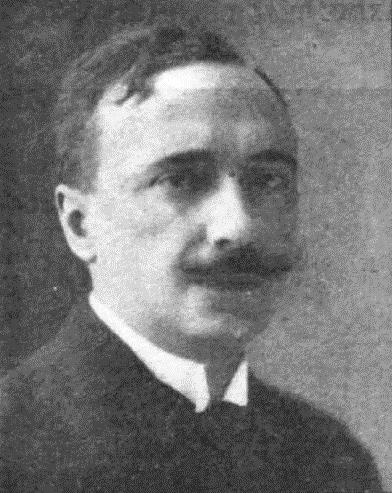
Georges Valois (1925)

Georges Valois, właśc. Alfred Georges Cressent (ur. 7 października 1878 r. w Paryżu – zm. luty 1945 r. w Bergen-Belsen) – francuski dziennikarz i polityk. Początkowo był anarchosyndykalistą, później związał się z Action Française i założył Cercle Proudhon. W 1925 r. założył tygodnik dla kombatantów "Le Nouveau Siécle" (finansowany przez François Coty’ego) a kilka miesięcy później utworzył faszystowską organizację Le Faisceau, którą poparł m.in. Hubert Lagardelle. Po zerwaniu z Coty w końcu 1926 r. ruch Faisceau zaczął przesuwać się w kierunku syndykalizmu, by w lutym 1928 r. przekształcić się w Fédération des Combattants Républicains Syndicalistes (potem  Parti républicain syndicaliste). W 1934 r. założył pismo „Le Nouvel Age”, a w 1935 bezskutecznie usiłował wstąpić do SFIO. W czasie II wojny działa w ruchu oporu. Aresztowany przez Niemców w maju 1944 r. zmarł w obozie koncentracyjnym Bergen-Belsen.